# Forestville (Wisconsin)
Forestville és una població dels Estats Units a l'estat de Wisconsin. Segons el cens del 2000 tenia 429 habitants.

## Demografia
Segons el cens del 2000, Forestville tenia 429 habitants, 181 habitatges, i 120 famílies. La densitat de població era de 318,5 habitants per km².
Dels 181 habitatges en un 29,3% hi vivien nens de menys de 18 anys, en un 55,8% hi vivien parelles casades, en un 7,7% dones solteres, i en un 33,7% no eren unitats familiars. En el 30,9% dels habitatges hi vivien persones soles el 17,1% de les quals corresponia a persones de 65 anys o més que vivien soles. El nombre mitjà de persones vivint en cada habitatge era de 2,37 i el nombre mitjà de persones que vivien en cada família era de 2,92.
Per edats la població es repartia de la següent manera: un 22,6% tenia menys de 18 anys, un 7% entre 18 i 24, un 28,7% entre 25 i 44, un 24,5% de 45 a 60 i un 17,2% 65 anys o més.
L'edat mediana era de 41 anys. Per cada 100 dones de 18 o més anys hi havia 94,2 homes.
La renda mediana per habitatge era de 39.167 $ i la renda mediana per família de 50.313 $. Els homes tenien una renda mediana de 31.146 $ mentre que les dones 19.688 $. La renda per capita de la població era de 16.521 $. Aproximadament l'1,7% de les famílies i el 7,4% de la població estaven per davall del llindar de pobresa.

## Poblacions més properes
El següent diagrama mostra les poblacions més properes.